# Etolubov
Любовь Фоменко (укр. Любов Фоменко); выступает под сценическим именем ETOLUBOV (род. 12 августа 1990, Одесса, Украинская ССР) — певица украинского происхождения.

## Биография
Любовь Фоменко родилась 12 августа 1990 в Одессе. Интерес к музыке у будущей певицы проявился еще в детстве. Творческие начинания поддержали ее родители и купили ей пианино. Любовь самостоятельно научилась подбирать мелодии на слух, а позднее поступила в музыкальную школу и отучилась три года на специальности «Сольфеджио». Также Любовь с раннего детства профессионально занималась спортивными бальными танцами.
Свою творческую деятельность под сценическим именем ETOLUBOV певица начала в 2021 году. Дебютный сингл «Загадала» вместе с лирик-видео был выпущен 29 января. 
Менее чем через два месяца был издан следующий сингл «Ты Такой». Режиссером официального видео выступил Алан Бадоев.
2 июля 2021 года ETOLUBOV выпустила песню и видеоклип «Пионы». Через шесть недель после предыдущей премьеры певица презентовала очередной трек «Обману тебя».
В сентябре 2021 года состоялась премьера сингла «Притяжение», ставшего знаковым в карьере ETOLUBOV. Став международным явлением, песня собрала более 2 миллиардов просмотров в TikTok и ворвалась в мировой Shazam-чарт, где остановилась на 33-м месте.
Даже спустя два года после релиза «Притяжение» продолжает находить новых поклонников, покоряя новые территории. Так, в 2023 году песня получила вирусный эффект во многих азиатских странах, а в Турции даже попала в радио-ротацию, где заняла 183-е место в общем чарте international artists. Муд-видео «Притяжение» было снято известной украинской фэшн-фотографией Ксенией Каргиной в пустыне под Херсоном и на меловом карьере вблизи Николаева.
После успеха «Притяжения» певице предложил контракт один из трех крупнейших мировых мейджоров Warner Music Group. 12 ноября 2021 года в свет вышел шестой сингл ETOLUBOV «Манго». Клип на композицию стал очередной совместной работой певицы и Алана Бадоева. Съемки видео проходили на Сейшельских островах. «Манго» стал первым синглом певицы, попавшим в Топ-20 сводного радио-чарта Украины. Также композиция вошла в плейлист EQUAL, который является рекордсменом по количеству прослушиваний на стриминг-платформе Spotify.
9 декабря 2022 года вышел в свет дебютный мини-альбом певицы Pryrechena na Lubov. В состав EP вошли четыре композиции: kviten, rymuu, yaka і pryrechena.

### Музыкальный стиль
ETOLUBOV создает композиции в жанре нео-поп с элементами соула, электроники и ориентала, при этом фанаты ее творчества отмечают, что в музыке певицы присутствуют «нотки мантрического поп-арт-хауса».

### Дебютный альбом VSELUBOV и видеоальбом 001SHOW
27 октября 2023 года вышел первый англоязычный сингл ETOLUBOV под названием Thisislove. Трек стал первым синглом из будущего альбома, который получил название VSELUBOV. Песня вышла одновременно с mood-видео. 
3 ноября вышел второй сингл из альбома VSELUBOV. Импульс от предыдущих песен не уменьшился, и ETOLUBOV представляет новую работу под названием «Cuba», которая обладает всеми элементами для повторения ее предыдущих успехов.
Накануне выпуска дебютного альбома ETOLUBOV и в ответ на многочисленные запросы слушателей, артистка 10 ноября представила англоязычный EP «Attraction», который включает в себя оригинальную версию песни, ремикс и так называемый 001SHOW — версию из впечатляющего шоу, снятого на Бали.
Выход дебютного альбома VSELUBOV запланирован на 9 февраля. С момента выхода дебютного сингла «Загадала» в 2021 году и до первого альбома прошло 3 года. За это время ETOLUBOV внимательно и осторожно вводит слушателя в свою искусно созданную вселенную. Некоторые элементы этой вселенной были видны ранее: успешный сингл «Притяжение» (занимающий 33-е место в мировом чарте Shazam) и экзотический сингл «Манго» (обе песни представлены в новых версиях на альбоме). Однако только с выходом VSELUBOV становится ясно, что ETOLUBOV — это артист, которого можно рассматривать не только как феномен YouTube или TikTok (где у нее уже более 3 миллиардов просмотров), но именно как артиста, чьи песни органично сливаются в единый и цельный холст. 
В этом релизе певица сумела расширить свои творческие горизонты, экспериментируя с новыми формами, идеями, звуками и смыслами, оставаясь в рамках философии своего проекта. 
В альбоме представлены песни на трех языках и имеют отсылки к различным музыкальным культурам, включая восточные, латинские и даже кубинские элементы, как видно в огненной «Куба». На основе этого альбома ETOLUBOV представит шоу, получившее название 001SHOW, которое было снято на Бали в начале 2023 года.
Ключевая идея 001SHOW — в сочетании, на первый взгляд, несочетаемых элементов. Это отражается как в музыке, так и в том, что зритель увидит на экране. Современные футуристические декорации в потрясающей красоте живой природы. Подиум в форме круга установлен прямо посреди тропического леса. В дневное время он сверкает металлическим блеском, прекрасно контрастируя с нарядами ETOLUBOV и её балета на фоне пышной зелени вокруг. В ночное время подиум посреди леса создаёт абсолютно волшебный эффект. Художественное освещение среди деревьев подобно японскому театру теней кабуки, придаёт кадру движение и глубину.
Международная премьера 001SHOW запланирована на тот же день, что и выход альбома VSELUBOV. Таким образом, певица благодарит фанатов, которые ждали альбом с момента выхода мега-хита «Притяжение», за их терпение. Одновременно это подчёркивает масштаб собственных амбиций: формат полноценного видео-альбома - это атрибут звёзд мирового уровня, от Канье Уэста с «Runaway» до времён эпохального «Lemonade» от Бейонсе.

## Дискография

### Альбомы
- 2024 — VSELUBOV

### EP
- 2022 — Pryrechena Na Lubov

### Синглы
- 2021 — «Загадала»
- 2021 — «Ты такой»
- 2021 — «Пионы»
- 2021 — «Обману тебя»
- 2021 — «Притяжение»
- 2021 — «Манго»
- 2022 — «Притяжение» (Official Remix)
- 2022 — «Римую» (ETOLUBOV & Макс Барских)
- 2023 — Thisislove
- 2023 — Cuba

## Видеография
| Рік  | Назва                            | Режисер        |
| ---- | -------------------------------- | -------------- |
| 2021 | «Ты такой»                       | Алан Бадоєв    |
| 2021 | «Пионы»                          | Алан Бадоєв    |
| 2021 | «Притяжение» (Mood video)        | Ксения Каргина |
| 2021 | «Манго»                          | Алан Бадоєв    |
| 2022 | «Римую» (совм. с Максом Барских) | Ксения Каргина |
| 2022 | «pryrechena» (Mood video)        | Иван Кваша     |
| 2022 | «kviten» (Mood video)            | Иван Кваша     |
| 2022 | «yaka» (Mood video)              | Иван Кваша     |